# Red Heat (computerspel)
Red Heat is een computerspel dat werd ontwikkeld door Special FX Software en uitgegeven door Ocean Software. Het spel kwam in 1989 uit voor verschillende homecomputers. Het spel is gebaseerd op de gelijknamige film van Walter Hill. De speler speelt een detective genaamd Ivan Danko. Het spel scrolt zijwaarts en de speler moet vechten tegen tegenstanders.

## Platforms
| Platform     | Jaar |
| ------------ | ---- |
| Amiga        | 1989 |
| Amstrad CPC  | 1989 |
| Atari ST     | 1989 |
| Commodore 64 | 1989 |
| ZX Spectrum  | 1989 |

## Ontvangst
| Beoordeeld door                | Platform     | Datum          | Score |
| ------------------------------ | ------------ | -------------- | ----- |
| Your Sinclair                  | ZX Spectrum  | juli 1989      | 85%   |
| Computer and Video Games (CVG) | ZX Spectrum  | oktober 1991   | 79%   |
| Computer and Video Games (CVG) | Commodore 64 | oktober 1991   | 74%   |
| ST Format                      | Atari ST     | september 1989 | 52%   |
| Power Play                     | Amiga        | september 1989 | 27%   |
| Power Play                     | Commodore 64 | augustus 1989  | 27%   |